# پتزل
پتزل (انگلیسی: Petzl) شرکت تجهیزات ورزشی فرانسوی است، که در سال ۱۹۷۵ تأسیس شد.
پتزل (Petzl) یک برند فرانسوی معتبر در زمینه تولید تجهیزات ایمنی و فنی برای فعالیت‌های فضای باز، کار در ارتفاع، و نجات است. این شرکت به‌ویژه برای تولید ابزارهایی مانند هارنس، کارابین، هدلامپ، ابزارهای فرود و صعود، و تجهیزات غارنوردی و کوهنوردی شهرت جهانی دارد.

### تاریخچه برند پتزل
برند پتزل در سال ۱۹۷۰ توسط فردی به نام فرناند پتزل (Fernand Petzl) در فرانسه تأسیس شد. فرناند پتزل که یک مخترع و غارنورد حرفه‌ای بود، علاقه شدیدی به توسعه ابزارهایی داشت که کار غارنوردی و صعود را آسان‌تر و ایمن‌تر کنند. وی در ابتدا کار خود را با طراحی و تولید ابزارهایی برای غارنوردی آغاز کرد.

#### مراحل توسعه برند:
1. دهه ۱۹۳۰ تا ۱۹۵۰: فرناند پتزل در این دوره به‌عنوان یک غارنورد فعال بود و ابزارهای دستی خود را برای غارنوردی طراحی می‌کرد.
2. دهه ۱۹۷۰: پتزل اولین محصولات خود را به‌صورت تجاری عرضه کرد. این محصولات شامل ابزارهای صعود و فرود بود که به سرعت در میان غارنوردان محبوب شد.
3. دهه ۱۹۸۰: پتزل شروع به گسترش خطوط تولید خود کرد و ابزارهایی برای کوهنوردی، سنگ‌نوردی، و فعالیت‌های نجات طراحی کرد. یکی از معروف‌ترین محصولات این دوره هدلامپ‌های پتزل بود.
4. دهه ۱۹۹۰ تا به امروز: پتزل به یکی از رهبران بازار در زمینه تجهیزات فنی تبدیل شد. این شرکت به‌طور مداوم فناوری‌های جدیدی را توسعه داده و محصولات خود را با استانداردهای ایمنی بالا تطبیق داده است.

### ارزش‌ها و ماموریت پتزل
پتزل همواره بر نوآوری، ایمنی، و کیفیت بالا تأکید داشته است. این شرکت نه تنها برای ورزشکاران حرفه‌ای، بلکه برای کارگران صنعتی و تیم‌های نجات نیز تجهیزات پیشرفته‌ای تولید می‌کند. پتزل به کمک تحقیقات مستمر و همکاری با ورزشکاران و متخصصان، توانسته است محصولات خود را با نیازهای روز تطبیق دهد.

### محصولات کلیدی پتزل
- هدلامپ‌ها: هدلامپ‌های پتزل مانند سری Actik و Tikka، به‌دلیل سبک بودن، دوام بالا، و روشنایی مناسب بسیار معروف هستند.
- هارنس‌ها: هارنس‌های پتزل برای فعالیت‌هایی مانند کوهنوردی، غارنوردی، و کار در ارتفاع طراحی شده‌اند.
- ابزارهای فرود و صعود: ابزارهایی مانند GRIGRI که برای کنترل طناب در سنگ‌نوردی استفاده می‌شود، از محصولات نمادین این برند هستند.
- کارابین‌ها و ابزارهای اتصال: پتزل انواع کارابین‌های قفل‌دار و بدون قفل را با طراحی ارگونومیک و ایمنی بالا تولید می‌کند.

### جایگاه پتزل در جهان
پتزل اکنون به یکی از برندهای برجسته در صنعت تجهیزات فضای باز و ایمنی تبدیل شده است و محصولات آن در بیش از ۵۰ کشور جهان عرضه می‌شوند. این برند به دلیل تعهدش به کیفیت و نوآوری، انتخاب اول بسیاری از ورزشکاران و حرفه‌ای‌ها در زمینه‌های مرتبط است.